# CAPOX
CAPOX (также называемый XELOX) — это принятый в онкологии акроним для одного из режимов химиотерапии, применяемых при колоректальном раке. Режим CAPOX (или XELOX) состоит из применения капецитабина — (CAP)ecitabine, торговая марка (XEL)oda и оксалиплатина — (OX)aliplatin.
Режим XELOX предусматривает повторение каждые 3 недели (21 день), всего до 8 циклов. При этом капецитабин (Кселода) принимается перорально дважды в день в течение 2 недель (14 дней), а оксалиплатин вводится внутривенно в первый день каждого цикла, затем 7 дней перерыв. Перед началом очередного цикла химиотерапии проводится общий клинический анализ крови для выявления, может ли больной получить очередной курс или нет (в случае развития выраженной лейкопении или тромбоцитопении курс откладывается на несколько дней или 1-2 недели).